# Сень (Ен)
Сень (фр. Ceignes) — муніципалітет у Франції, у регіоні Овернь-Рона-Альпи, департамент Ен. Населення — 261 особа (01.01.2021).
Муніципалітет розташований на відстані близько 390 км на південний схід від Парижа, 65 км на північний схід від Ліона, 23 км на південний схід від Бург-ан-Бресса.

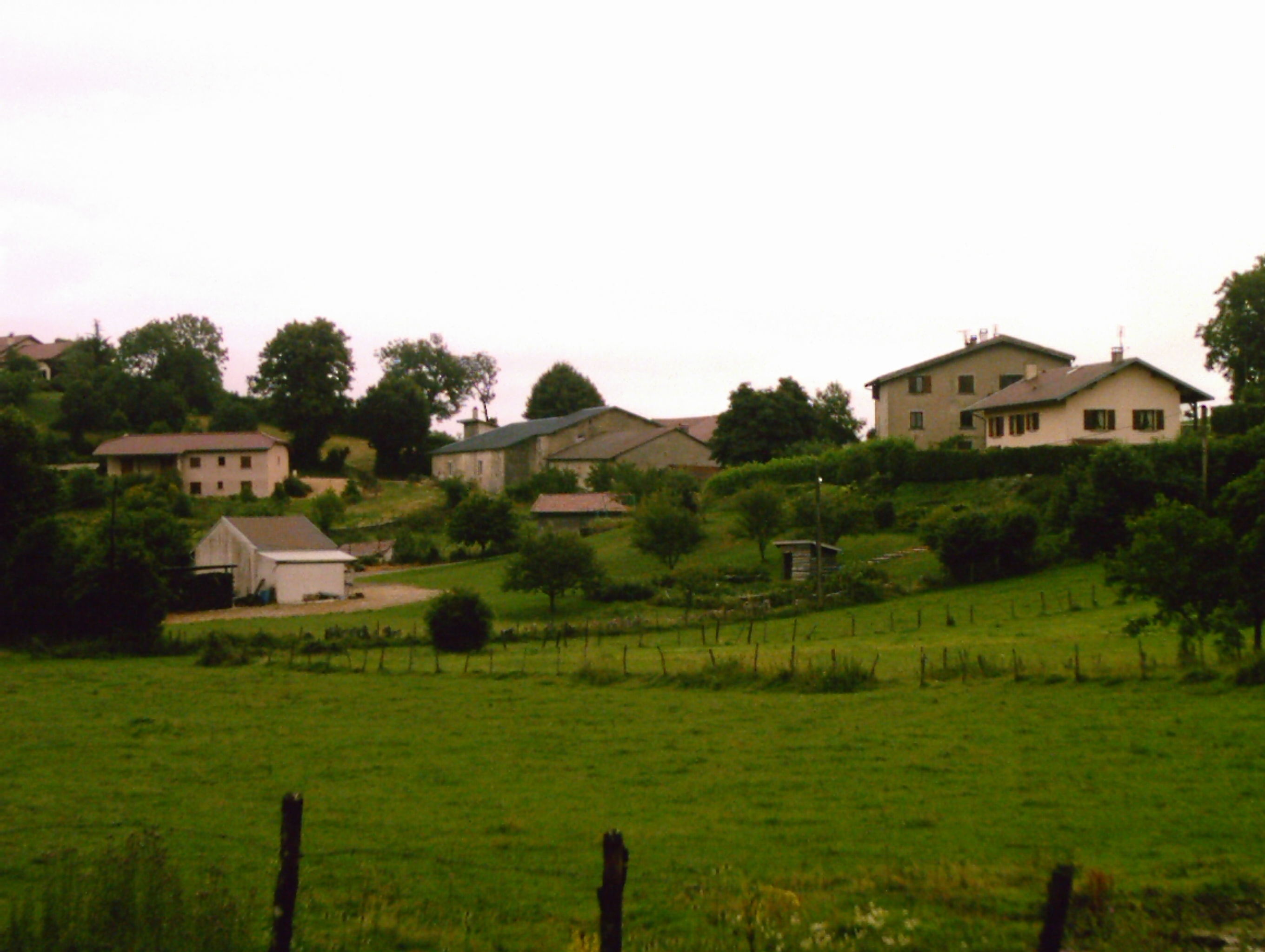
Вид на хутір Етабль

## Історія
До 2015 року муніципалітет перебував у складі регіону Рона-Альпи. Від 1 січня 2016 року належить до нового об'єднаного регіону Овернь-Рона-Альпи.

## Демографія
Динаміка населення (INSEE і Cassini ):
Розподіл населення за віком та статтю (2006):
| Стать | Всього | До 15 років | 15-24 | 25-44 | 45-64 | 65-85 | Понад 85 |
| --- | ------ | ----------- | ----- | ----- | ----- | ----- | -------- |
| Чоловіки | 134    | 41          | 12    | 45    | 20    | 16    | 0        |
| Жінки | 126    | 24          | 12    | 45    | 29    | 12    | 4        |
| \| Статево-вікова піраміда \| Статево-вікова піраміда \| Статево-вікова піраміда \| \| ----------------------- \| ----------------------- \| ----------------------- \| \| Чоловіки \| Вік \| Жінки \| \| 0 \| 85 + \| 4 \| \| 4 \| 80-84 \| 4 \| \| 4 \| 75-79 \| 4 \| \| 8 \| 70-74 \| 0 \| \| 0 \| 65-69 \| 4 \| \| 0 \| 60-64 \| 17 \| \| 12 \| 55-59 \| 0 \| \| 0 \| 50-54 \| 4 \| \| 8 \| 45-49 \| 8 \| \| 12 \| 40-44 \| 17 \| \| 17 \| 35-39 \| 12 \| \| 8 \| 30-34 \| 8 \| \| 8 \| 25-29 \| 8 \| \| 4 \| 20-24 \| 8 \| \| 8 \| 15-20 \| 4 \| \| 8 \| 10-14 \| 8 \| \| 12 \| 5-9 \| 8 \| \| 21 \| 0-4 \| 8 \| |        |             |       |       |       |       |          |
| Статево-вікова піраміда |        |             |       |       |       |       |          |
| Чоловіки | Вік    | Жінки       |       |       |       |       |          |
| 0 | 85 +   | 4           |       |       |       |       |          |
| 4 | 80-84  | 4           |       |       |       |       |          |
| 4 | 75-79  | 4           |       |       |       |       |          |
| 8 | 70-74  | 0           |       |       |       |       |          |
| 0 | 65-69  | 4           |       |       |       |       |          |
| 0 | 60-64  | 17          |       |       |       |       |          |
| 12 | 55-59  | 0           |       |       |       |       |          |
| 0 | 50-54  | 4           |       |       |       |       |          |
| 8 | 45-49  | 8           |       |       |       |       |          |
| 12 | 40-44  | 17          |       |       |       |       |          |
| 17 | 35-39  | 12          |       |       |       |       |          |
| 8 | 30-34  | 8           |       |       |       |       |          |
| 8 | 25-29  | 8           |       |       |       |       |          |
| 4 | 20-24  | 8           |       |       |       |       |          |
| 8 | 15-20  | 4           |       |       |       |       |          |
| 8 | 10-14  | 8           |       |       |       |       |          |
| 12 | 5-9    | 8           |       |       |       |       |          |
| 21 | 0-4    | 8           |       |       |       |       |          |

## Економіка
2010 року серед 170 осіб працездатного віку (15—64 років) 129 були активними, 41 — неактивною (показник активності 75,9%, у 1999 році було 78,3%). З 129 активних мешканців працювало 129 осіб (66 чоловіків та 63 жінки), безробітними було 0 (0 чоловіків та 0 жінок). Серед 41 неактивної 14 осіб було учнями чи студентами, 10 — пенсіонерами, 17 були неактивними з інших причин.

У 2010 році в муніципалітеті числилось 102 оподатковані домогосподарства, у яких проживали 267,5 особи, медіана доходів виносила 19 132 євро на одного особоспоживача

## Галерея зображень

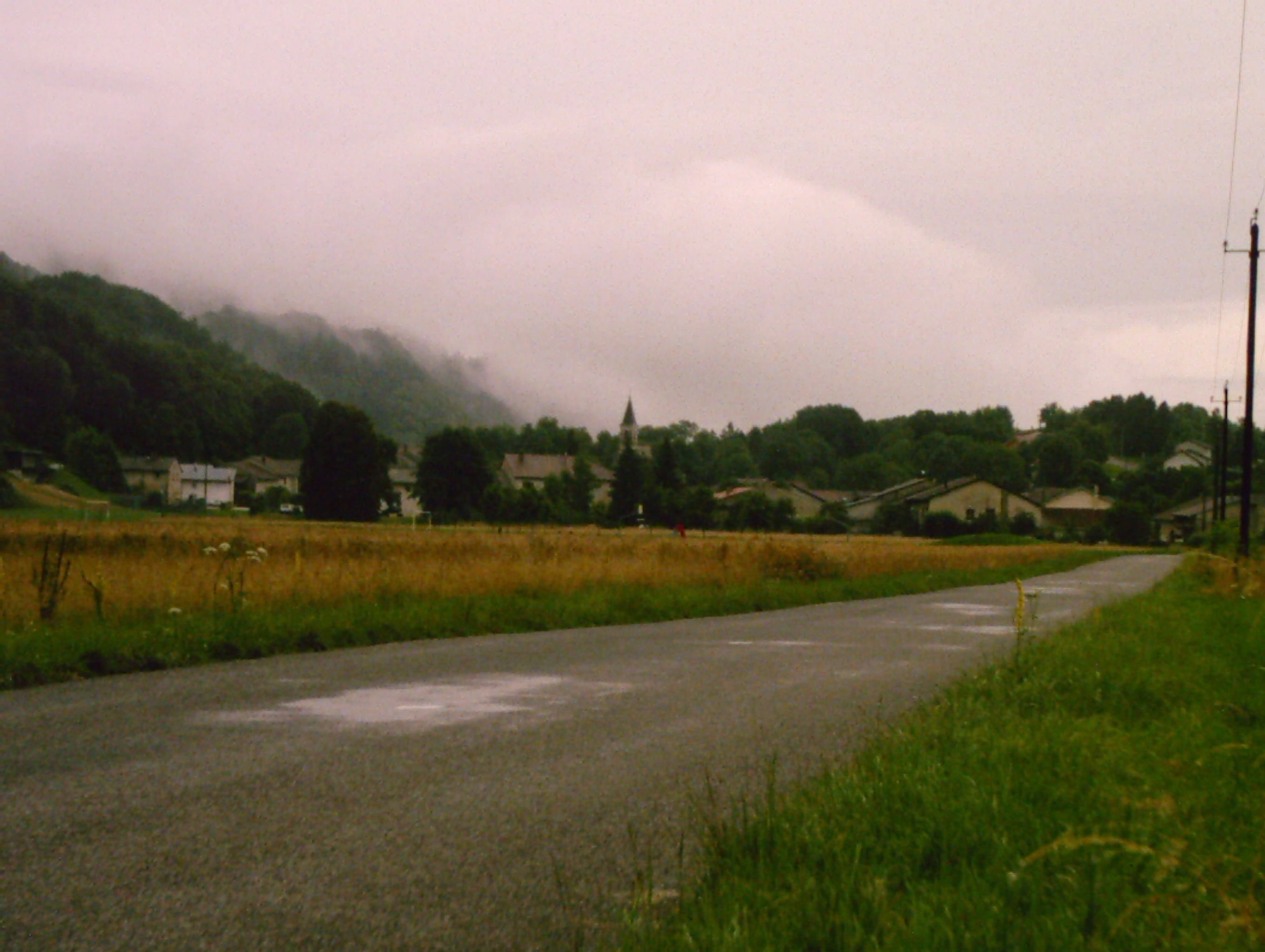
Вид на Сень з автотраси
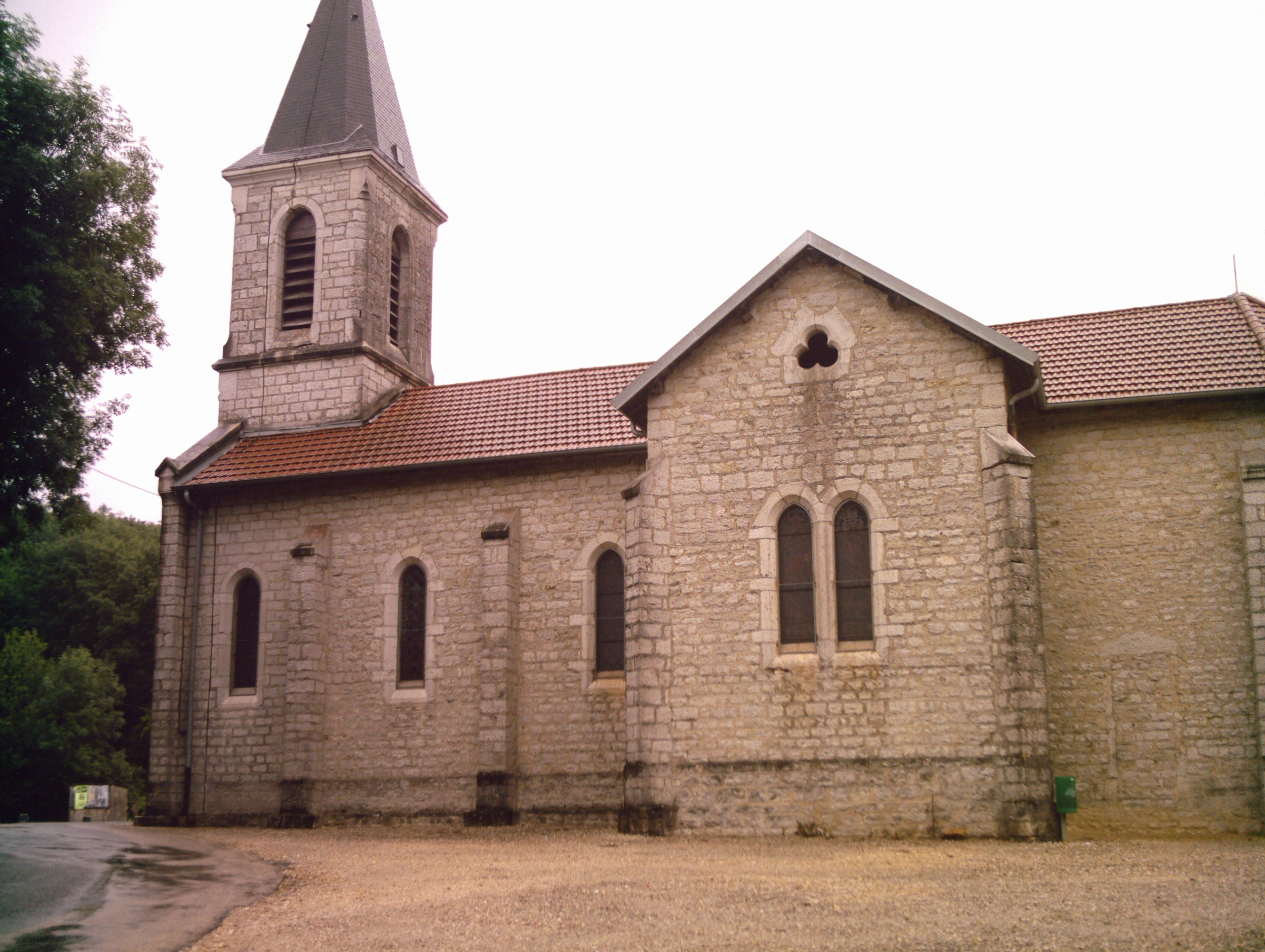
Церква у Сені